# گرمابه سردار
گرمابه سردار مربوط به دوره قاجار است و در قزوین، خیابان سردار، نزدیک مسجد سردار واقع شده و این اثر در تاریخ ۲۵ اسفند ۱۳۷۹ با شمارهٔ ثبت ۳۶۷۰ به‌عنوان یکی از آثار ملی ایران به ثبت رسیده‌است.